# Municipio de Färgelanda
El municipio de Färgelanda (en sueco: Färgelanda kommun) es un municipio en la provincia de Västra Götaland, al suroeste de Suecia. Su sede se encuentra en la localidad de Färgelanda. El municipio actual se formó en 1974 cuando el antiguo municipio de Färgelanda (que en 1967 había absorbido Ödeborg) se fusionó con Högsäter.

## Localidades
Hay 4 áreas urbanas (tätort) en el municipio:
| # | Tätort     | Población |
| - | ---------- | --------- |
| 1 | Färgelanda | 2023      |
| 2 | Högsäter   | 734       |
| 3 | Ödeborg    | 583       |
| 4 | Stigen     | 461       |